# 1982년 토론토 국제 영화제
제7회 토론토 국제 영화제는 1982년 9월 9일에 열린 시상식이다.

## 수상 및 후보

### 관객상
- 템페스트 - 폴 마줄스키 수상

### FIPRESCI-상
- Smaak van water, De - Orlow Seunke 수상
- 베로니카 포스의 갈망 - 라이너 베르너 파스빈더 수상